# Partido Socialista de Euskadi
El Partido Socialista de Euskadi (PSE) fue la federación en el País Vasco y Navarra —y luego solo en el País Vasco— del Partido Socialista Obrero Español (PSOE). Fue creada en 1977 y existió hasta su fusión con Euskadiko Ezkerra en 1993, que dio lugar a la formación del Partido Socialista de Euskadi-Euskadiko Ezkerra.

## Denominación
El Partido Socialista de Euskadi adopta en su denominación el término Euskadi, acuñado por el nacionalismo vasco y ajeno a la tradición del PSOE hasta la guerra civil española. Además, fue el socialista Santiago Aznar, consejero del primer Gobierno Vasco, quien propuso como una de las primeras medidas la adopción de la ikurriña como enseña oficial vasca, bandera que también procedía de la tradición nacionalista.
Aunque la denominación habitual de sus militantes es la de socialistas vascos (o euskal sozialistak, en euskera), no hay que confundir al Partido Socialista de Euskadi con el Partido Socialista Vasco, un pequeño partido integrante de la izquierda abertzale, de finales de los años setenta y principios de los ochenta.

## Historia

### Perezagua y la primera fundación socialista vasca

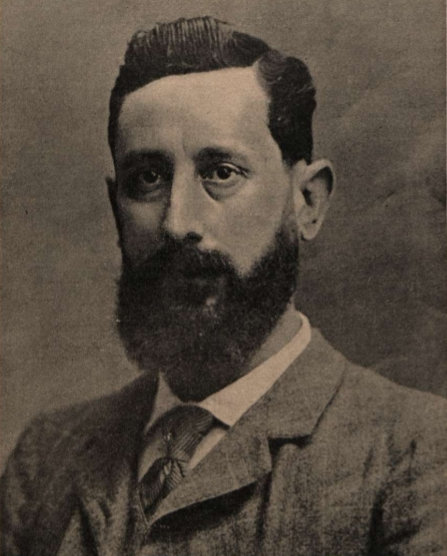
Facundo Perezagua en 1910.

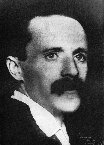
El histórico socialista vasco Tomás Meabe en 1910.

El socialismo vasco, surgió en las últimas décadas del siglo XIX, en la etapa de la Restauración monárquica y tuvo en sus comienzos dos etapas diferenciadas, encarnadas respectivametne por sus líderes más significativos: Facundo Perezagua e Indalecio Prieto. Facundo Perezagua fundó la primera organización socialista vasca en 1886: la Agrupación Socialista de Bilbao se constituyó el 11 de julio de 1886 con alrededor de 20 militantes. Rápidamente el PSOE fue expandiéndose por la cuenca minera de Las Encartaciones y la Margen Izquierda del Nervión y en el año 1900, la Federación Socialista de Vizcaya contaba con 10 agrupaciones.
El liderazgo de Perezagua supuso una actitud política basada en el radicalismo, que tuvo su máxima expresión en la huelga de mayo de 1890 en la que 30.000 trabajadores de la Margen Izquierda fueron a la huelga durante una semana, consiguiendo sus reivindicaciones, lo que convirtió al PSOE en la referencia política y sindical de miles de trabajadores industriales de Vizcaya, expandiéndose muy pronto el movimiento obrero hacia las zonas industriales de Guipúzcoa: Éibar, Tolosa, San Sebastián, Irún, etc. En 1896 se unieron al PSOE de Madrid, ya creado en 1879.
Durante esta época, el organismo de expresión de los socialistas vascos fue el semanario La Lucha de Clases, en el cual escribían importantes intelectuales de la sociedad vizcaína como Miguel de Unamuno, que fue militante de la Agrupación Socialista de Bilbao. En 1904, un joven de una familia de origen carlista y posteriormente nacionalista vasca, Tomás Meabe, fundaba en Bilbao las Juventudes Socialistas de España.

### La época de Indalecio Prieto

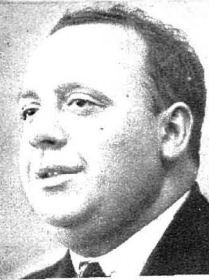
Indalecio Prieto en 1931.

El liderazgo de Perezagua se mantuvo hasta 1910, al variar el PSOE su estrategia política aliándose con los republicanos, gracias a lo cual consiguió su primer diputado en las Cortes Generales en la persona de Pablo Iglesias. En 1911, el fracaso de la huelga convocada para ese año, acabó con el liderazgo de Perezagua. El líder del sector moderado del partido, Indalecio Prieto, se convirtió en diputado provincial de Vizcaya por la Conjunción Republicano-Socialista.
El enfrentamiento entre ambos sectores duró hasta 1915 con la expulsión de Perezagua del partido y el ascenso de Prieto al liderazgo, imponiendo un fuerte antinacionalismo vasco, una tendencia liberal y regeneracionista, que se sustanciaba en su alianza con los republicanos. El movimiento obrero socialista se expandió de manera importante durante los años del liderazgo de Prieto, con la fundación de la sección minera y metalúrgica en la pujante Unión General de Trabajadores de Vizcaya.
Sin embargo, el debate abierto en el seno del PSOE en torno a la Revolución rusa de 1917, hace que Prieto se sitúe en contra de la adhesión de los socialistas españoles a la Tercera Internacional. Esta situación, provocó que en 1922, la mayoría del sector minero del partido y la UGT diera el salto al comunismo fundando el incipiente Partido Comunista de España, que consiguió algún respaldo en la Margen Izquierda, aunque la mayoría de las agrupaciones del PSOE se mantuvieran fieles al partido. En 1920, Rufino Laiseca se convirtió en el primer alcalde de Bilbao del PSOE.

### El socialismo en Álava y Guipúzcoa

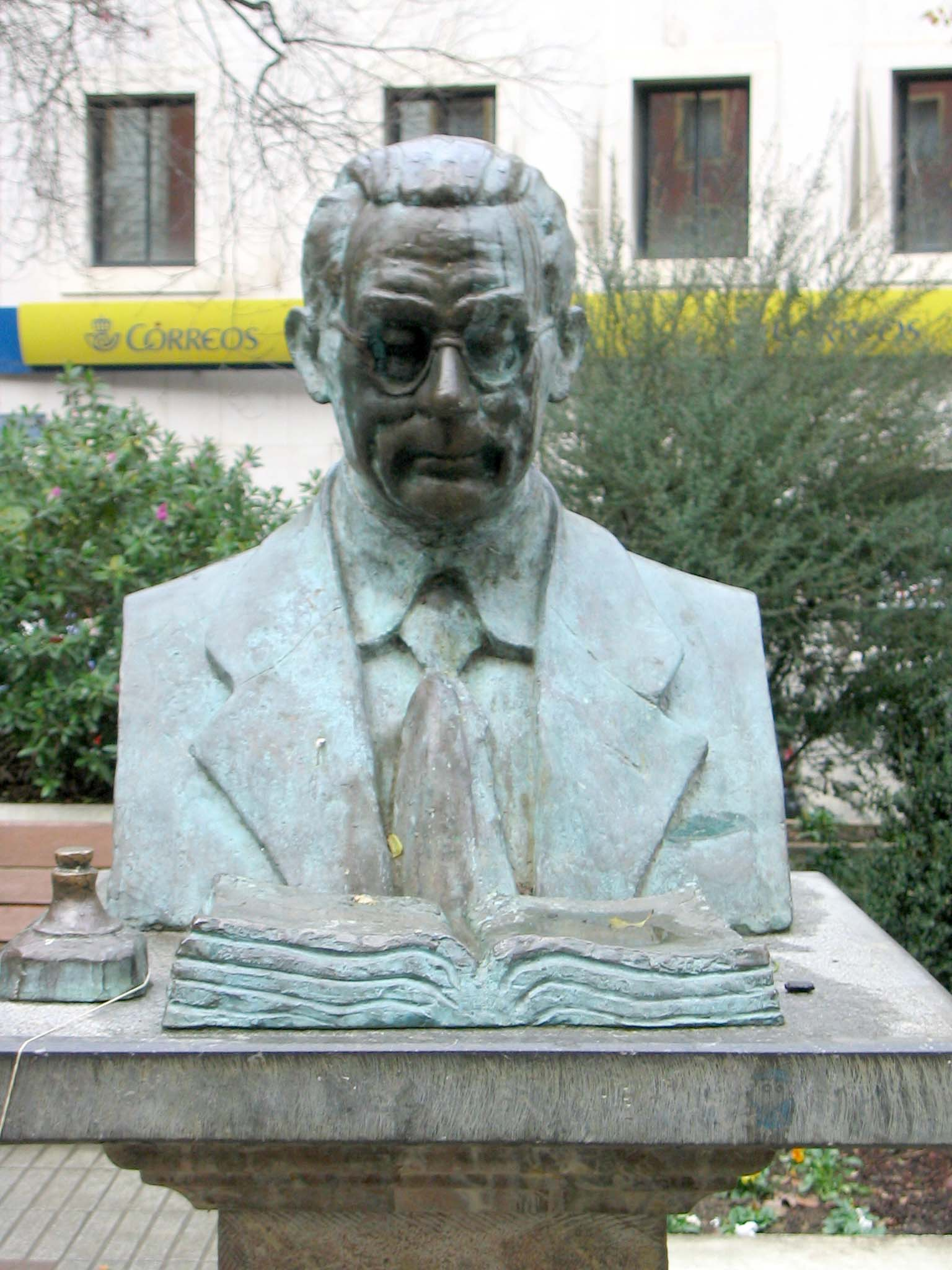
Toribio Echevarría.

La primera estructura socialista en Guipúzcoa fue la Agrupación Socialista de Éibar fundada en 1897. En 1901 se crearon las agrupaciones de Irún y Placencia de las Armas y más tarde, las de Pasajes, Rentería, Beasáin, Vergara y otras localidades.
La Agrupación Socialista de Éibar se convirtió en el referente del movimiento obrero guipuzcoano contando con una afiliación importante, y con su propio órgano de expresión en la revista ¡Adelante!. El socialismo eibarrés actuó de manera más moderada que el socialismo vizcaíno, defendiendo la industria local y mostrando una facultad más negociadora con los patronos industriales. Por otra parte, la actitud del socialismo guipuzcoano se mostró menos antinacionalista que la del socialismo vizcaíno, ya que el nacionalismo en Guipúzcoa apenas había tenido implantación en la provincia en esa época, mostrando estos una actitud más decantada al vasquismo, que se sustanciaba en la utilización intensiva del euskera, en los intentos de extender la acción política por el medio rural, en la defensa de la reintegración foral desde el Ayuntamiento, etc. En ese sentido tuvo una gran influencia el militante Toribio Echevarría.
En Álava, la implantación del socialismo fue más dificultosa, habida cuenta de la escasa industrialización de la provincia, aunque esta situación irá evolucionando hacia una implantación mayor hacia la II República, bajo el liderazgo de Antonio Amat.

### La II República: los socialistas vascos y la autonomía
El líder de los socialistas vascos, Indalecio Prieto, participó el 17 de agosto de 1930 en el Pacto de San Sebastián, que consumaba una alianza entre fuerzas republicanas y catalanistas para forzar la implantación de un régimen republicano y autonómico en España, consiguiendo atraer este a la mayoría de la ejecutiva del PSOE hacia el republicanismo. En las elecciones municipales de 1931, que supusieron la victoria republicana en las grandes urbes y por tanto la caída de la monarquía de Alfonso XIII, la primera localidad española en proclamar la II República fue Éibar, debido a que la opción del Bloque Antimonárquico había triunfado en la mayoría de las grandes áreas urbanas de Vizcaya y Guipúzcoa.
Al igual que en Cataluña, en el País Vasco pronto se iniciaron los intentos por conseguir la autonomía. Aunque esta no fuera una prioridad para el socialismo vasco, el liderazgo de Prieto llevó al partido a intentar buscar acuerdos con el Partido Nacionalista Vasco (PNV). Y sobre todo, después del fracaso de la intentona autonomista del Estatuto de Estella, alianza entre carlistas y PNV, tras la cual este último partido decidió aliarse con las izquierdas para llevar a efecto el llamado Estatuto de las Gestoras, que fracasó por la victoria de la CEDA en las elecciones generales de 1933. La victoria del Frente Popular en 1936, posibilitó un acuerdo entre el líder nacionalista José Antonio Aguirre y el líder socialista, Indalecio Prieto, para llevar a efecto un Estatuto más simplificado que pusiera en marcha la autonomía vasca. Este pacto con el Frente Popular dotaba con la mayoría parlamentaria suficiente en las Cortes, siendo aprobado el Estatuto de Autonomía del País Vasco de 1936 comenzada ya la guerra civil española. Este Estatuto, el primero en entrar en vigor en la historia vasca, sirvió para poner en marcha el primer Gobierno Vasco en coalición entre el PNV y el Frente Popular, presidido por José Antonio Aguirre. Este ejecutivo contó con destacados socialistas vascos como Santiago Aznar, Consejero de Industria; Juan de los Toyos, Consejero de Trabajo, Previsión y Comunicación y Juan Gracia, Consejero de Asistencia Social.

### Los socialistas vascos durante el franquismo
Durante la dictadura de Franco, los socialistas vascos en el interior del país intentaron reorganizar el partido para fomentar la oposición al régimen, liderados fundamentalmente por Ramón Rubial, Antonio Amat y Eduardo López Albizu, sufriendo condenas y cárcel. Mientras en el exterior, los socialistas intentaron mantener la cohesión del Gobierno Vasco en el exilio hasta los años sesenta, en los cuales el modelo autonómico en el exilio entró en profunda crisis.

### La democracia

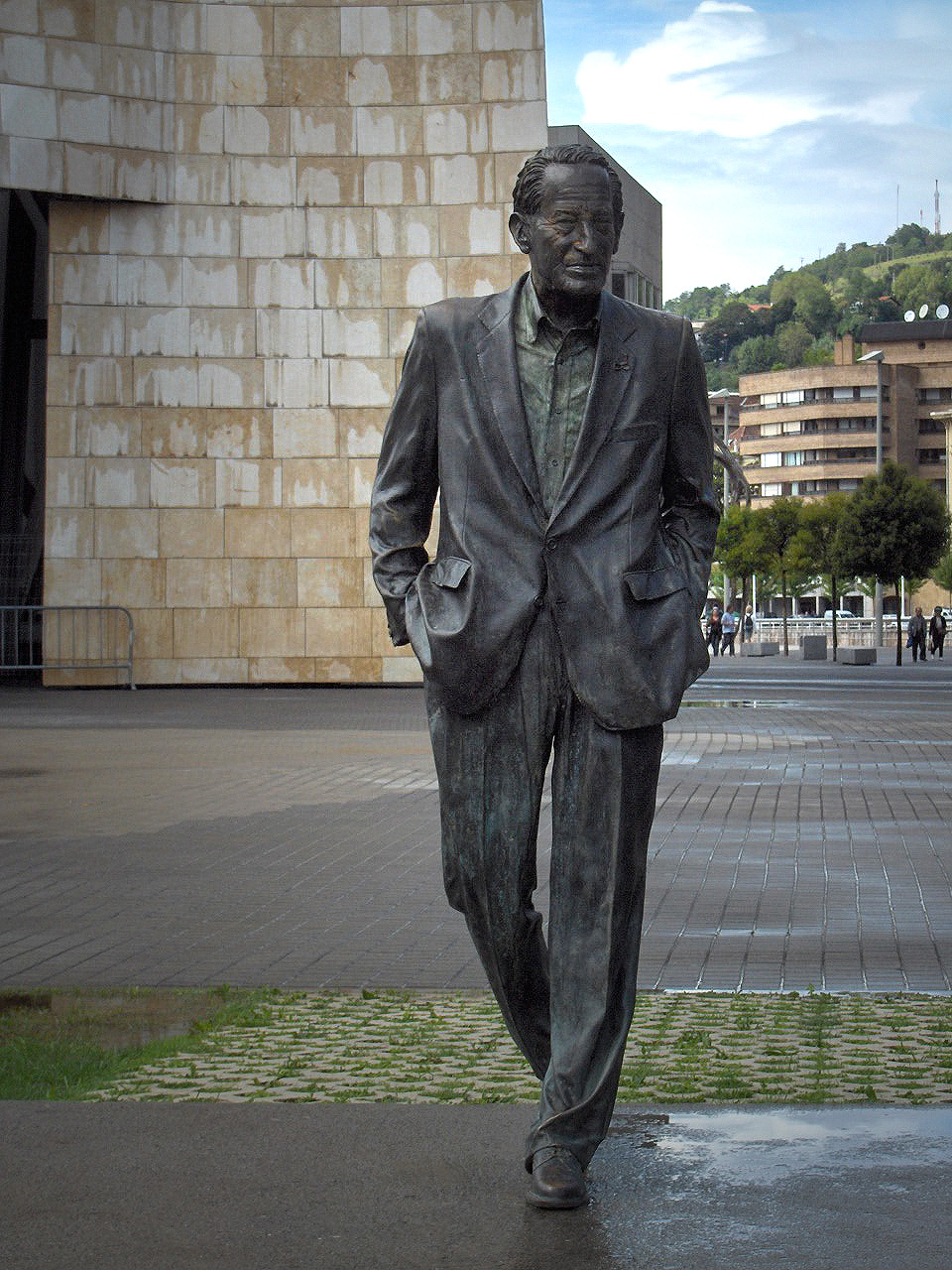
Estatua a Ramón Rubial en Bilbao.

El Partido Socialista de Euskadi (PSE-PSOE), como empezó a denominarse, participó activamente en el proceso de recuperación democrática y autonómica.
La postura del PSE-PSOE sobre Navarra fue cambiando durante la transición política. En un principio, los socialistas navarros se integraron en el Partido Socialista de Euskadi y eran partidarios de una autonomía cuatriprovincial. Así, el PSOE firmó el «Compromiso Autonómico» en mayo de 1977 y tras las elecciones de 1979, los dos representantes socialistas (Gabriel Urralburu y Julio García Pérez) se integraron en la Asamblea de Parlamentarios Vascos. Unidos en su estrategia política con la Unión General de Tabajadores (estas organizaciones estaban intrínsecamente unidas hasta los años 80, de forma que la afiliación era simultánea en ambas) con una posición favorable a la unión en una autonomía de las cuatro provincias y ante la ausencia de Navarra de las instancias preautonómicas, en el congreso de la UGT de 1978 expresaron las siguientes conclusiones:

es el propio pueblo navarro, cuyas relaciones históricas con el resto del pueblo vasco son evidentes, el que debe decidir mediante referéndum, con plenas garantías democráticas, las formas de vinculación al conjunto de Euzkadi.

Y en el mismo congreso haciendo referencia a la reclamación del derecho de autodeterminación de los pueblos:

[consideramos] el derecho a la autodeterminación, entendiéndolo como la capacidad de Euzkadi para decidir su propio destino, incluida la posibilidad de crear un Estado propio, como la mejor base para la unidad de la clase obrera del Estado español.

El 4 de enero de 1978 se publicó el decreto por el cual se constituía el Consejo General Vasco bajo la presidencia del socialista Ramón Rubial, que se impuso tras varias votaciones al candidato nacionalista Juan de Ajuriaguerra. Por este motivo, los socialistas vascos han considerado a Ramón Rubial el primer Lehendakari (presidente del Gobierno) socialista vasco. Este organismo tenía por fin buscar el acuerdo para llevar la autonomía de nuevo al País Vasco, que llegaría el 25 de octubre de 1979 con el Estatuto de Guernica.
Hasta 1982, el PSE-PSOE incluía no sólo a las agrupaciones provinciales de Vizcaya, Guipúzcoa y Álava, sino también a la Agrupación Socialista de Navarra que en junio de 1982 se separó para conformar el Partido Socialista de Navarra, PSN-PSOE. Así, el navarro Carlos Solchaga, fue miembro del órgano preautonómico vasco Consejo General Vasco en representación de Álava durante toda la etapa de la transición democrática.
En las elecciones al Parlamento Vasco de 1986 el PSE-PSOE ganó las elecciones bajo el liderazgo de Txiki Benegas, convirtiéndose en la primera fuerza política del País Vasco en número de escaños (no así en votos) ante la división del electorado peneuvista entre el PNV y la fuerza que se había escindido de aquel, Eusko Alkartasuna. A pesar de ello, el PSE volvió a asumir responsabilidades de Gobierno en el País Vasco en coalición con el PNV, cediendo la presidencia del Gobierno Vasco al nacionalista José Antonio Ardanza. El principal objetivo del gobierno de coalición PNV-PSE fue el de acabar con la actividad terrorista de ETA, que se sustanció en 1988 en el Pacto de Ajuria-Enea, un acuerdo de colaboración entre todas las fuerzas políticas vascas, nacionalistas o no, para llevar a cabo el fin de la violencia.

### El nacimiento del PSE-EE
Durante esta época, el socialismo vasco buscó la fusión de la izquierda vasca en torno a sus siglas, lo que provocó la integración en el PSE-PSOE del Partido de los Trabajadores de Euskadi, la rama vasca de los seguidores de Santiago Carrillo, en 1991 y con posterioridad, en marzo de 1993, con la convergencia entre el Partido Socialista de Euskadi y Euskadiko Ezkerra. La fusión PSE-EE pretendía crear un nuevo partido socialista vasco que aglutinara en una única formación política a gentes provenientes de tradiciones nacionalistas y obreras, superando sus diferencias y quedando unidas por un ideario autonomista, vasquista y socialdemócrata. El modelo que se quería recrear era el del Partido de los Socialistas de Cataluña (PSC). Una de las figuras más prominentes de Euskadiko Ezkerra que propiciaron esta unión fue Mario Onaindia.
Sin embargo, previa a la fusión, una escisión interna de Euskadiko Ezkerra fundó Euskal Ezkerra, que tuvo una corta trayectoria de acercamiento a Eusko Alkartasuna. Para algunos la fusión de ambos partidos fue en la práctica una absorción de EE por parte del PSE. Otros consideran que de EE queda algo más que las siglas y que su ideología ha ido empapando y contribuyendo a la ampliación del ideario socialista y de su espectro político. Antiguos militantes de dicha formación ocupan puestos relevantes tanto de carácter orgánico como público.

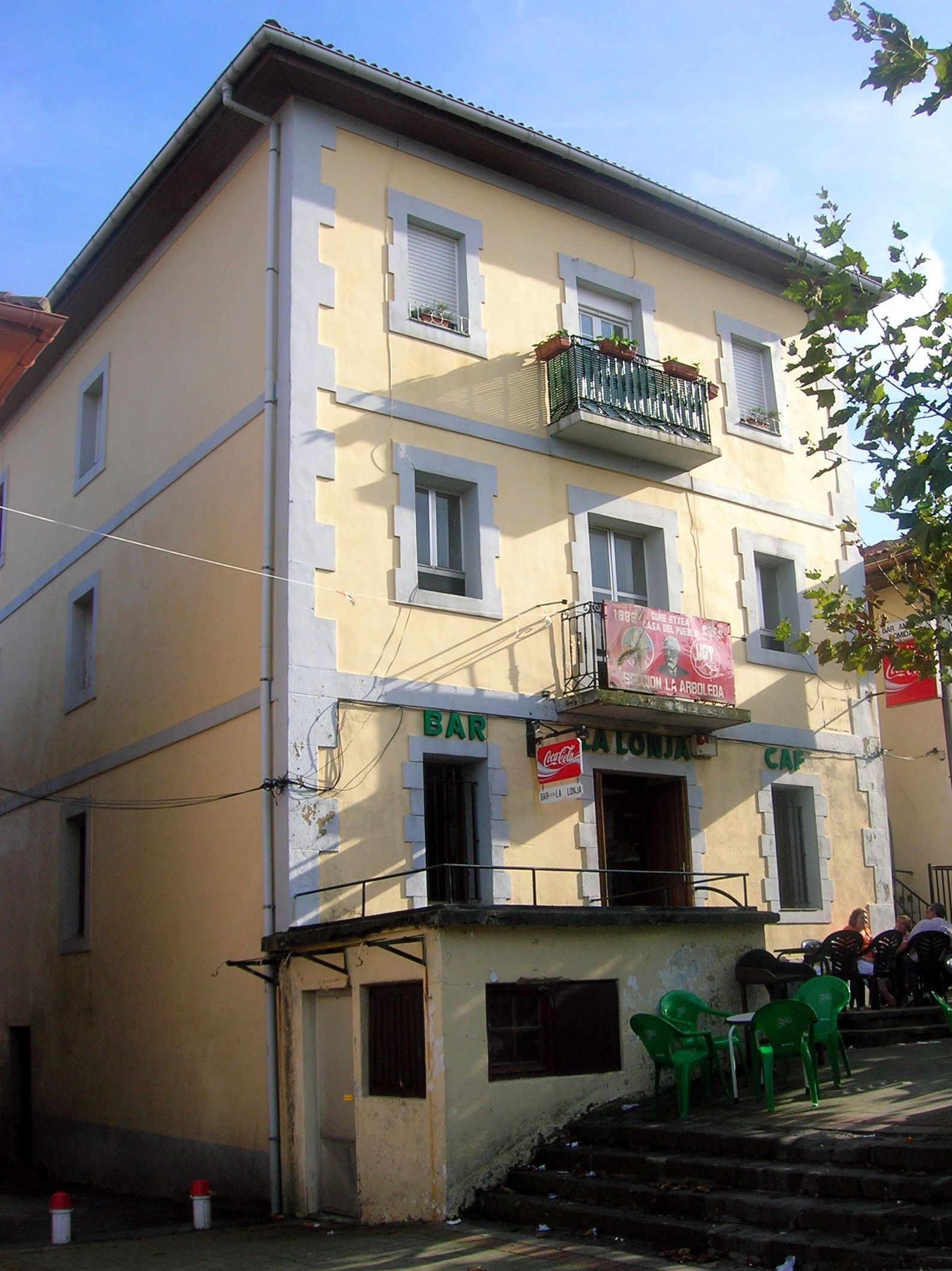
Casa del Pueblo de La Arboleda, Valle de Trápaga, fundada en 1888.

## Secretarios generales
| Titular        | 1.er Mandato | 2º Mandato | 3.er Mandato |
| Txiki Benegas  | 1980-1984    | 1984-1986  | 1986-1990    |
| Ramón Jáuregui | 1990-1993    |            |              |

## Evolución electoral
El PSE fue la fuerza con más escaños en las elecciones autonómicas de 1986, aun siendo la segunda en votos. En la mayoría de legislaturas fue el segundo partido en votos y escaños (por detrás del PNV).
| Elecciones y fecha                     | Votos   | %     | Diputados | +/-         | Candidato      | Posición | Gobierno                                 |
| -------------------------------------- | ------- | ----- | --------- | ----------- | -------------- | -------- | ---------------------------------------- |
| Elecciones al Parlamento Vasco de 1980 | 130.221 | 14,21 | 9/75      |             | Ramón Rubial   | 3.º      | Oposición                                |
| Elecciones al Parlamento Vasco de 1984 | 247.786 | 23,07 | 19/75     | 10          | Txiki Benegas  | 2.º      | Oposición                                |
| Elecciones al Parlamento Vasco de 1986 | 252.233 | 22,05 | 19/75     | Sin cambios | Txiki Benegas  | 2.º      | Coalición (con EAJ-PNV)                  |
| Elecciones al Parlamento Vasco de 1990 | 202.736 | 19,94 | 16/75     | 3           | Ramón Jáuregui | 2.º      | Oposición (1990-1991)                    |
| Elecciones al Parlamento Vasco de 1990 | 202.736 | 19,94 | 16/75     | 3           | Ramón Jáuregui | 2.º      | Coalición (con EAJ-PNV y EE) (1991-1994) |

La evolución en las elecciones generales fue la siguiente:
| Elecciones y fecha                     | Votos   | %     | Diputados | Posición |
| -------------------------------------- | ------- | ----- | --------- | -------- |
| Elecciones generales de España de 1977 | 267.897 | 26,48 | 7/21      | 2.º      |
| Elecciones generales de España de 1979 | 190.235 | 19,05 | 5/21      | 2.º      |
| Elecciones generales de España de 1982 | 348.620 | 29,16 | 8/21      | 2.º      |
| Elecciones generales de España de 1986 | 287.918 | 26,29 | 7/21      | 1.º      |
| Elecciones generales de España de 1989 | 233.650 | 21,11 | 6/21      | 1.º      |

## Militantes relevantes
| - Ramón Rubial - Jesús Eguiguren - Ramón Jáuregui - Txiki Benegas - Santiago Aznar - Juan de los Toyos - Juan Gracia - Rodolfo Ares - Rosa Díez - Fernando Buesa - José Ramón Recalde - José Antonio Aguiriano - Ángel García Ronda - Gemma Zabaleta | - Enrique Antolín San Martín - José Manuel Freire Campo - Enrique Múgica Herzog - Juan Manuel Eguiagaray - Indalecio Prieto - Luis María Atienza - Joaquín Almunia - Isabel Celaá - Facundo Perezagua - Ricardo García Damborenea - Fernando Múgica Herzog - Antonio Amat - José Antonio Pastor - Txarli Prieto - Mikel Torres | - Rufino Laiseca - Odón Elorza - Patxi Lazcoz - José Luis Marcos Merino - José Antonio Santano - Carlos Totorika - Nicolás Redondo - Javier Rojo - Luis Alberto Aguiriano - Eduardo López Albizu - Enrique Casas - Tomás Meabe - Toribio Echeverría - Julián Zugazagoitia - Juan Iglesias Garrigos |